# Bốn chàng lính tăng và một chú chó (phim)
Bốn chàng lính tăng và một chú chó (tiếng Ba Lan: Czterej pancerni i pies) là một bộ phim truyền hình dài tập do Konrad Nałęcki và Andrzej Czekalski đạo diễn, khai thác đề tài Thế chiến II. Ra mắt lần đầu năm 1966, bộ phim dựa theo cuốn tiểu thuyết cùng tên của nhà văn Janusz Przymanowski.

## Nội dung

### Danh sách các tập phim
- Phần I (1966)

1. Załoga
2. Radość i gorycz
3. Gdzie my – tam granica
4. Psi pazur
5. "Rudy", miód i krzyże
6. Most
7. Rozstajne drogi
8. Brzeg morza
- Phần II (1969)

9. Zamiana
10. Kwadrans po nieparzystej
11. Wojenny siew
12. Fort Olgierd
13. Zakład o śmierć
14. Czerwona seria
15. Wysoka fala
- Phần III (1970)

16. Daleki patrol
17. Klin
18. Pierścienie
19. Tiergarten
20. Brama
21. Dom

## Hậu trường

### Âm nhạc trong phim
- Ballada o Czterech Pancernych (Deszcze niespokojne)
- Gdy naród do boju (śpiewana przez robotników w fabryce w odc. 2)
- Przed nami Odra (Siódma kompania...)
- Ballada Studziankowska (Tygrys)
- Gruzińska pieśń bojowa (Kartvelo kheli khmals ikar – Gruzinie, chwyć za miecz!)
- Od Rosyi jadę, szabelkę toczę... (śpiewa Tomasz wraz z kawalerzystami w odc. 11)
- Piosenka radiotelegrafistki
- Marsz Triumfalny z II aktu opery „Aida" Giuseppe Verdiego.